# Pettorano sul Gizio
Pettorano sul Gizio – miejscowość i gmina we Włoszech, w regionie Abruzja, w prowincji L’Aquila.
Według danych na rok 2004 gminę zamieszkiwało 1255 osób, 20,2 os./km².